# Robert Keith Arbuthnott
Vikont Robert Keith Arbuthnott, britanski general, * 1900, † 1980.